# Drive-through-straff
Drive-through-straff, engelska drive-through penalty, är ett racingstraff som innebär att föraren måste köra genom depåområdet en gång under iakttagande av hastighetsbestämmelsen.
Straffet är det vanligast förekommande och utdöms vid mindre regelbrott, till exempel överträdelse av hastighetsbegränsningen i depån, blockering eller kollision.